# Präsidentschaftswahl in Venezuela 2024
In Venezuela fand am 28. Juli 2024 eine Präsidentschaftswahl statt, bei der der seit 2013 amtierende Präsident Nicolás Maduro für eine dritte Amtszeit antrat. Als aussichtsreichster Gegenkandidat galt Edmundo González, nachdem die eigentlich vorgesehene Präsidentschaftskandidatin der Opposition, María Corina Machado, von politischen Ämtern ausgeschlossen wurde. Die von der Regierung kontrollierte Wahlbehörde gab gefälschte Ergebnisse bekannt und behauptete einen knappen Sieg Maduros. Die Opposition und unabhängige internationale Organisationen dokumentierten massive Unregelmäßigkeiten. Viele Staaten und Organisationen erkannten das Wahlergebnis nicht an, darunter die Europäische Union und die Organisation Amerikanischer Staaten. Mitte August forderten auch mehrere internationale Verbündete Maduros, die Wahl zu wiederholen. Proteste gegen die Wahl wurden von der Regierung niedergeschlagen, in den darauffolgenden Wochen wurden demonstrierende Menschen getötet und Tausende festgenommen. Der Oppositionskandidat, Edmundo González, musste im September 2024 nach massiver Einschüchterung durch das Maduro-Regime das Land verlassen. 

## Hintergrund

### Wirtschaftskrise
Aufgrund der von Hyperinflation und Versorgungsengpässen gezeichneten wirtschaftlichen Situation verließen seit 2013 rund acht Millionen Venezolaner und damit etwa ein Viertel der Bevölkerung das Land. Das Bruttoinlandsprodukt (BIP) pro Kopf sank nach Angaben des Internationalen Währungsfonds zwischen 2013 und 2020 von fast 9000 US-Dollar auf rund 1500 US-Dollar und erholte sich seitdem nur leicht. Wegen schwerer Menschenrechtsverletzungen verhängten zudem unter anderem seit 2015 die USA und seit Januar 2018 die Europäische Union Sanktionen gegen Venezuela. Geopolitisch stützt Venezuela sich auf Russland, Iran, China, Kuba, Bolivien und Nicaragua, um die Sanktionen des Westens zu umgehen.

### Menschenrechte
Auf der Freedom-in-the-World-Länderliste 2024 von Freedom House wird Venezuela als „nicht frei“ eingestuft und auf dem Demokratieindex von The Economist wurde es 2023 mit 2,31 von 10 Punkten als „Autoritäres Regime“ eingeordnet und landete auf Platz 142 von 167. Auf der Rangliste der Pressefreiheit belegt Venezuela Stand 2024 Platz 156 von 180. Im September 2018 forderte eine Gruppe Staaten bestehend aus Argentinien, Kanada, Kolumbien, Chile, Paraguay und Peru den Internationalen Strafgerichtshof (IStGH) auf, eine Untersuchung wegen Verbrechen gegen die Menschlichkeit einzuleiten, die mutmaßlich auf dem Gebiet Venezuelas seit Februar 2014 begangen wurden. Im September 2019 begann eine internationale Fact Finding Mission, die schwerwiegende Menschenrechtsverletzungen feststellte. Gemäß der Rechtshilfeorganisation Foro Penal gab es in Venezuela seit 2014 mehr als 15.800 politisch motivierte Verhaftungen.

### Politische Vorgeschichte
Präsident Nicolás Maduro regiert Venezuela seit der Präsidentschaftswahl 2013 als Nachfolger des verstorbenen Hugo Chávez. Insbesondere nach dem Wahlsieg der Opposition bei der Parlamentswahl 2015 wurde Maduros Regierungsstil zunehmend autoritär. Im August 2017 übernahm die neu geschaffene Verfassungsgebende Versammlung die Aufgaben der Legislative. Die mit Unterstützung des Obersten Gerichtshofs entmachtete Nationalversammlung erkannte die Ergebnisse der Präsidentschaftswahl 2018 nicht an und erklärte die Wiederwahl Maduros für ungültig. Sie wählte Juan Guaidó im Januar 2019 zu ihrem Vorsitzenden, der sich am 23. Januar 2019 zum Interimspräsidenten Venezuelas erklärte. Guaidó erhielt internationale Unterstützung unter anderem von den USA, blieb jedoch ohne tatsächliche Macht. Ende Dezember 2022 beschloss die Nationalversammlung die Interimspräsidentschaft zu beenden.
Präsident Nicolás Maduro wollte mit der spätestens im Dezember 2024 abzuhaltenden Präsidentschaftswahl internationale Legitimation wiedererlangen, um die wirtschaftlichen Sanktionen gegen sein Regime zu beenden. Im Vorfeld kam es ab 2022 zu einer Reihe von Gesprächen mit Oppositionsvertretern in Norwegen, Mexiko und Barbados. Die anstehende Präsidentschaftswahl stand unter dem Vorzeichen des Barbados-Abkommens über Wahlgarantien, das im Oktober 2023 zwischen der Regierung und der Opposition unterzeichnet wurde; weitere Verhandlungen wurden von der Regierung abgebrochen; Regierung und Opposition warfen sich gegenseitig mehrfach vor, die getroffenen Absprachen zu verletzen. Die Regierungspartei handelte im Februar 2024 im Abkommen von Caracas Konditionen mit einer politischen Minderheit aus, die weniger als 4 % der Wählerschaft repräsentierte. Der Großteil der Opposition, vertreten durch die Plataforma Unitaria Democrática, forderte die Einhaltung der im Barbados-Abkommen ausgehandelten Bedingungen. NGOs und venezolanische Parteien prangerten den Einsatz von Desinformation, Morddrohungen und körperlichen Übergriffe gegen Oppositionskandidaten durch Anhänger des Chavismus und der Nationalen Befreiungsarmee (ELN), einer kolumbianischen linksgerichteten Guerilla, an. Während der Aktualisierungsphase des Wählerverzeichnisses kam es zu erheblichen Verzögerungen für Wähler im Ausland. Es wurden sehr restriktive Anforderungen gestellt, die nicht in den Wahlvorschriften enthalten waren. Von den etwa 5,5 Millionen Venezolanern im Ausland, die wahlberechtigt gewesen wären, konnten sich nur 69.211 Wähler in den Botschaften im Ausland registrieren oder ihre Daten aktualisieren. 
Die Regierung ließ unterdessen Restaurants, Pensionen und Hotels, die das Team der Oppositionspolitikerin María Corina Machado während des Vorwahlkampfes unterstützt oder beherbergt hatten, schließen sowie deren Besitzer verhaften.
Nach dem Rücktritt der vorherigen Hauptdirektion der Wahlbehörde im Juni 2023, angesichts der bevorstehenden Vorwahlen, die von der PUD organisiert wurden, und der anschließenden Einberufung der Nationalversammlung zur Wahl der neuen Leitung der Wahlbehörde, berichtete die NGO Súmate im August, dass mindestens 92 Kandidaten für die Leitung des Nationalen Wahlrats (CNE) Verbindungen zum Chavismus hätten und dass Artikel 9 des Wahlgesetzes den Mitgliedern des Rates jede politische Zugehörigkeit verbietet. Am 25. März 2024, dem Stichtag für die Kandidatenaufstellung, hatte die Koalition weiterhin dasselbe Problem und prangerte dies als Machtmissbrauch durch die nationale Regierung gegenüber der internationalen Gemeinschaft an. Nach Mitternacht blieb der Opposition zunächst keine Möglichkeit zur Teilnahme.
Die Opposition unter der Plataforma Unitaria Democrática (PUD) hatte im Oktober 2023 nach internen Vorwahlen María Corina Machado als ihre Präsidentschaftskandidatin bestimmt. Im März 2024 ernannte sie Corina Yoris-Villasana als Ersatzkandidatin, da ihre Berufung gegen ihren Ausschluss abgelehnt worden war; am 26. März 2024 erklärte Machado in einer Pressekonferenz, dass es der Koalition nicht erlaubt werde, die Kandidatur von Yoris einzureichen und warf der Regierung vor, „ihre eigenen Kandidaten zu wählen“. Wenn die Regierung die Kandidaten der Opposition auswähle, könne man nicht von einer Wahl sprechen, argumentierte sie. Die USA, Brasilien, Kolumbien und die Europäische Union erklärten ihre Besorgnis über den Ausschluss von Yoris. Am gleichen Tag gab auch Manuel Rosales in letzter Minute seine Präsidentschaftskandidatur bekannt, der als ein für das Regime akzeptabler Kandidat galt. Der Nationale Wahlrat verlängerte auf Antrag der Plataforma Unitaria die Frist für die Einreichung der Kandidaturen um zwölf Stunden. Nach mehreren vergeblichen Versuchen schaffte es die PUD dann, Edmundo González als „Ersatzkandidat“ anzumelden. Nach einem Treffen der PUD mit Manuel Rosales am 19. April 2024 einigte man sich auf Edmundo González als einzigen Kandidaten der Opposition. Rosales zog seine Kandidatur zurück.
Zu Beginn des Wahlkampfes wurden staatliche Ressourcen zur Förderung der Kandidatur von Nicolás Maduro sowie vermehrte Verhaftungen und Falschmeldungen gegen Oppositionskandidaten angeprangert. Ende Mai wurden ursprünglich im März eingeladene Wahlbeobachter der Europäischen Union wieder ausgeladen und eine vollständige Aufhebung der EU-Sanktionen gefordert. Wenige Tage vor der Wahl wurde zudem einem Flug aus Panama mit hochkarätigen Wahlbeobachtern die Landung in Caracas verweigert. Unter den Beobachtern befanden sich José María Aznar und Mariano Rajoy aus Spanien, Mario Abdo Benítez aus Paraguay, Jeanine Áñez und Jorge Quiroga aus Bolivien, Felipe Calderón und Vicente Fox aus Mexiko sowie Iván Duque und Andrés Pastrana aus Kolumbien. Die venezolanische Regierung meinte zu diesem Vorfall, dass diese Personen nicht eingeladen gewesen seien. Panamas Regierung kündigte daraufhin den Abzug von Botschaftspersonal aus Venezuela und die Suspendierung der diplomatischen Beziehungen mit dem Land an.

## Kandidaten

### Eingetragene Kandidaten

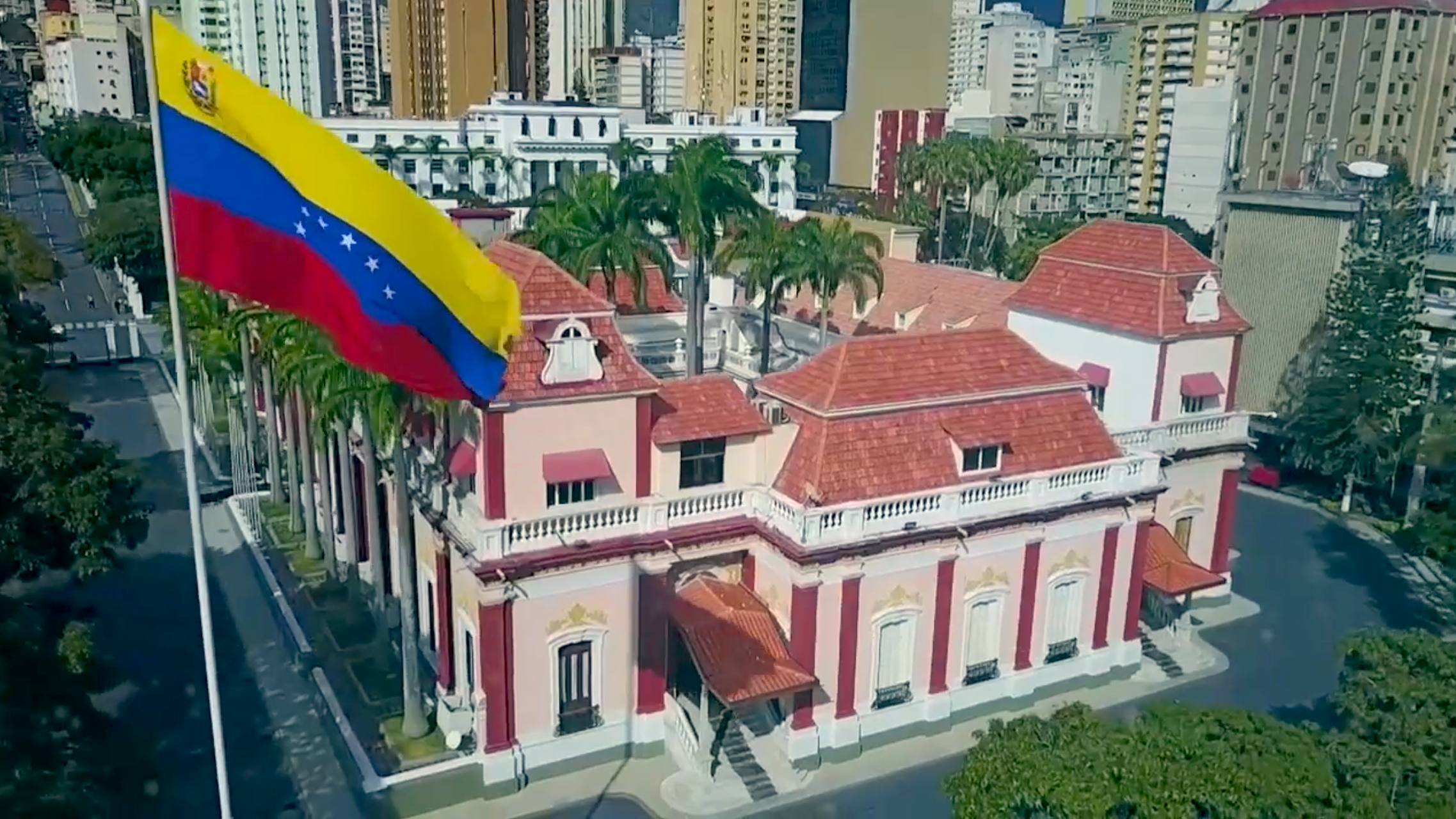
Miraflores-Palast, die Residenz des Präsidenten von Venezuela

Für die Präsidentschaftswahlen und somit den Einzug in den Miraflores-Palast in Caracas hatten sich zunächst dreizehn Kandidaten eingeschrieben, elf Kandidaten ohne nennenswerte Repräsentativität wurden nach dem Veto des Regimes von Maduro gegen die Oppositionskandidatinnen María Corina Machado und deren Stellvertreterin, Corina Yoris, registriert. Das Regime erlaubte die Registrierung von Kandidaten, die als Kollaborateure, falsche Oppositionskandidaten und bolivarianische Strategiepolitiker gelten, während die wahren Oppositionskandidaten blockiert blieben. Später reduzierte sich die Liste der Kandidaten auf zehn, nachdem drei Anwärter zurückgetreten waren.
Zu diesen Kandidaten gehörten Personen mit Verbindungen zum Chavismus sowie diverse Persönlichkeiten wie ein Komiker und ein evangelischer Pastor. Luis Eduardo Martínez, Abgeordneter von Acción Democrática (AD), hat als Gouverneur und Stadtrat gedient. Daniel Ceballos, ehemaliger Bürgermeister von San Cristóbal und ehemaliges Mitglied der oppositionellen Studentenbewegung, wurde vom Obersten Gerichtshof begünstigt. Antonio Ecarri, mit Hintergrund in Bildung und öffentlicher Verwaltung, hat in seiner politischen Laufbahn mehrfach Kandidaturen zurückgezogen. Juan Carlos Alvarado (zurückgezogen), aktueller Generalsekretär von COPEI, wurde vom Obersten Gerichtshof ernannt und hat die Kontrolle des Parlaments durch den Chavismus bestätigt. Benjamín Rausseo, Komiker und Unternehmer, bekannt als „El Conde del Guácharo“, hat bereits vorher versucht, sich für öffentliche Ämter zu bewerben. Javier Bertucci, evangelischer Pastor, Abgeordneter und Präsidentschaftskandidat von 2018, hat strafrechtliche Vergehen im Zusammenhang mit Diesel-Schmuggel. Seine Kandidatur für die Partei Esperanza por El Cambio wurde am 27. Januar 2024 verkündet. José Brito, ehemaliges Mitglied von Primero Justicia, wurde der Korruption und der Zusammenarbeit mit dem Regime beschuldigt, um die Wiederwahl von Juan Guaidó zu verhindern. Claudio Fermín, mit einer langen politischen Karriere und Ämtern in der Exekutive, war mehrfach erfolgloser Präsidentschaftskandidat. Luis Ratti (zurückgezogen), Unternehmer und Prediger, hat die Aussetzung der oppositionellen Vorwahlen gefordert. Enrique Márquez, ehemaliger Wahlleiter des Nationalen Wahlrats (CNE), hat Sitze in der Nationalversammlung bekleidet und war deren Vizepräsident. Schließlich Manuel Rosales (zurückgezogen), aktueller Gouverneur von Zulia und Mitglied von UNT, hat eine Geschichte der Konfrontation und Zusammenarbeit mit dem Chavismus, war Präsidentschaftskandidat 2006 und sah sich Vorwürfen der unrechtmäßigen Bereicherung gegenüber. Die übrigen selbsternannten Oppositionskandidaten wurden mit der Regierung von Nicolás Maduro in Verbindung gebracht, mit der Vermutung, dass ihre Kandidaturen nur dazu ausgelegt waren, die Oppositionsstimmen zu spalten und den möglichen Sieg von Edmundo González zu verhindern.

### Anfechtung von Kandidaten
Es wurden Anfechtungen gegen die Kandidaturen von Manuel Rosales, Nicolás Maduro, Javier Bertucci und Antonio Ecarri Angola eingereicht. Diese wurden vom Nationalen Wahlrat gemäß Wahlblatt Nr. 1052 für unzulässig erklärt. Dies ist nicht das erste Mal, dass solche Anfechtungen eingereicht wurden; sie wurden auch 2016 vorgebracht.
- Am 5. April wurde beim CNE eine Anfechtung gegen die Kandidatur von Maduro eingereicht. Die drei venezolanischen Anwälte Hidalgo Valero, Juan Ramón León und Miguel Ángel Cegarra argumentierten, dass Maduro die doppelte Staatsbürgerschaft besitze, was seine Amtsausübung verfassungswidrig mache. Sie erklärten, dass Nicolás Maduro Moros, Inhaber der Identitätskarte Nr. V-5.892.464, eine Mutter aus Cúcuta, Republik Kolumbien, habe, deren Nationalität am 10. Oktober 2013 durch das Vorzeigen der Geburtsurkunde von Dr. Tibisay Lucena, ehemaliger Rektorin des Nationalen Wahlrats, bestätigt wurde, obwohl diese Urkunde bis heute nicht öffentlich gemacht wurde. Laut Artikel 41 der Verfassung dürfen nur gebürtige Venezolaner ohne eine andere Staatsbürgerschaft das Amt des Präsidenten oder der Präsidentin der Republik ausüben. In demselben Sinne verlangt Artikel 227 der Verfassung, dass der Präsident oder die Präsidentin Venezolaner oder Venezolanerin von Geburt an sein muss und keine andere Staatsbürgerschaft besitzen darf. Sie betonten auch, dass der Präsident seit 12 Jahren im Amt sei und daher gegen das Prinzip der Amtszeitbegrenzung gemäß Artikel 6 der Verfassung verstoße, der besagt, dass die Regierung alternierend sein müsse.[36]
- Am 4. April sandte die ehemalige Richterin Blanca Rosa Mármol einen Brief, in dem sie die Überprüfung der Geburtsurkunden von Nicolás Maduro forderte.[37]
- Ohne Konsultation oder Referendum zur Änderung der Verfassung kündigte der Oberste Gerichtshof am 19. Januar 2017 an, dass Venezolaner mit doppelter Staatsbürgerschaft für das Präsidentenamt kandidieren dürfen, wenn sie auf die andere Staatsbürgerschaft verzichten.[38] Demgegenüber verlangt die aktuelle Verfassung von Venezuela von 1999 in Artikel 227, dass ein Kandidat für das Präsidentenamt keine andere Staatsbürgerschaft haben darf.[39]

### Austausch und Änderung von Kandidaten
Am 17. und 18. April führte die Plataforma Unitaria Treffen mit María Corina Machado, Edmundo González Urrutia, Manuel Rosales und Enrique Márquez durch, um die offizielle Kandidatur der Opposition zu vereinbaren und Änderungen auf dem Wahlzettel vorzunehmen. Manuel Rosales verzichtete auf seine Präsidentschaftskandidatur, um Edmundo González Urrutia zu unterstützen.
Am 20. April verlängerte der CNE den Austauschprozess für Präsidentschaftskandidaten auf Antrag einiger politischer Parteien um 72 Stunden. Nach der Verlängerung des Prozesses, am 22. April, verzichtete Juan Carlos Alvarado auf seine Präsidentschaftskandidatur zugunsten von Luis Eduardo Martínez, ebenso verzichtete Luis Ratti auf seine Präsidentschaftskandidatur zugunsten von Luis Eduardo Martínez, beide stellten sich beim CNE vor.

### Liste der Kandidaten
Bei der Wahl traten schließlich folgende zehn Kandidaten an:
| Kandidat                 | Bild                     | Partei / Bündnis                                    | Anmerkungen |
| ------------------------ | ------------------------ | --------------------------------------------------- | --- |
| Nicolás Maduro           | Nicolás Maduro           | Bündnis Gran Polo Patriótico Simón Bolívar (GPP-SB) | Amtsinhaber seit 2013 |
| Edmundo González Urrutia | Edmundo González Urrutia | Bündnis Plataforma Unitaria Democrática (PUD)       | Aussichtsreicher Oppositionskandidat (als Ersatz von zuvor für die PUD kandidierenden Corina Yoris Villasana, bzw. María Corina Machado) |
| Benjamín Rausseo         | Benjamín Rausseo         | CONDE                                               | |
| Antonio Ecarri           | Antonio Ecarri           |                                                     | |
| Daniel Ceballos          | Daniel Ceballos          | AREPA                                               | |
| Luis Eduardo Martínez    |                          | Acción Democrática (AD)                             | |
| José Brito               | José Brito               | Primero Venezuela (PV)                              | |
| Claudio Fermín           |                          | Soluciones para Venezuela                           | |
| Javier Bertucci          | Javier Bertucci          | EL CAMBIO                                           | |
| Enrique Márquez          |                          | CENTRADOS                                           | |

## Verlauf und Folgen der Wahl

### Offizielles Ergebnis der Wahl
Bei der Wahl am Sonntag, dem 28. Juli 2024, Tag des 70. Geburtstags des 2013 verstorbenen Hugo Chávez, bewarb sich der seit 2013 amtierende Staatspräsident Nicolás Maduro im Bündnis des Gran Polo Patriótico Simón Bolívar (GPP-SB) um eine dritte Amtszeit; als aussichtsreichster Gegenkandidat galt der Ex-Diplomat Edmundo González, hinter dem sich zum ersten Mal seit Jahrzehnten die historisch gespaltenen Oppositionsparteien als Plataforma Unitaria Democrática (PUD) vereinten, nachdem die eigentlich von der Opposition nominierte Präsidentschaftskandidatin María Corina Machado – eine Industriellentochter und Polit-Aktivistin – unter zweifelhaften Vorwänden von politischen Ämtern ausgeschlossen wurde.
Am Folgetag der Wahl proklamierte der Nationale Wahlrat (CNE, Abkürzung für Consejo Nacional Electoral) Maduro zum Wahlsieger und übergab ihm die Beglaubigungsschreiben. Laut Angaben des Vorsitzenden des CNE, Elvis Amoroso, lag die Wahlbeteiligung bei 59 Prozent. Zunächst beanspruchten sowohl der amtierende Präsident Nicolás Maduro, als auch sein Herausforderer Edmundo González, für sich, die Wahl gewonnen zu haben. wobei von der Wahlleitung Maduro offiziell zum Wahlsieger erklärt wurde. Dem derzeitigen offiziellen vorläufigen Ergebnis nach habe Maduro 5.150.092 Stimmen, 51,20 % erhalten und González 4.445.978 Stimmen, entsprechend 44,2 %. Zunächst wurden nur 80 Prozent der Stimmen ausgezählt. Weiterhin gab die Wahlbehörde bekannt, dass es einen angeblichen Angriff auf ihr Übertragungssystem gab und die Generalstaatsanwaltschaft der Republik gebeten wurde, die Fakten zu untersuchen. Auch Maduro selbst bezeichnete den Angriff auf das CNE-Übertragungssystem als massiven Hack, der von einem fremden Land aus begangen wurde, wobei er die Nennung des Namens des Landes vermied. Am 29. Juli gab der Generalstaatsanwalt Tarek William Saab bekannt, die Cyberattacke auf das Computer-Wahlsystem sei aus Nordmazedonien gekommen. Dabei werden die Wahlergebnisse gar nicht über das Internet übertragen, sondern analog über gesicherte Telefonleitungen. Selbst linke Kritiker halten das Argument demzufolge lediglich für eine Ausrede. Am 31. Juli 2024 legte Maduro, in Begleitung der Präsidentin des Obersten Gerichtshofs (TSJ) und der Wahlkammer, Caryslia Rodriguez, und deren Vizepräsidentin Tania D’Amelio, vor der Wahlkammer des Obersten Gerichtshofs, der als regierungsnah gilt, eine Wahlbeschwerde ein, und forderte dazu auf, „diesen Angriff auf den Wahlprozess und diesen versuchten Staatsstreich anzusprechen und alles zu klären“. Für die Exekutive waren die Vizepräsidentin Venezuelas, Delcy Rodríguez, und der Kanzler und Außenminister Venezuelas, Yván Gil, und Staatsanwalt Reinaldo Muñoz Pedroza vertreten, für die Legislative der Präsident der Nationalversammlung, Jorge Rodríguez. Auch wurde angekündigt, die PSUV sei bereit, 100 % der Wahlunterlagen zu präsentieren. Die Regierung ist dies jedoch auch zwei Wochen nach der Wahl schuldig geblieben. Am 22. August 2024 bestätigte Venezuelas Oberster Gerichtshof den Wahlsieg Maduros. Eigenen Angaben zufolge hat er die Zahlen der Wahlbehörde CNE geprüft und bestätigte sie nun. Der CNE hat jedoch nie detaillierte, nachvollziehbare Zahlen aus den einzelnen Wahllokalen veröffentlicht.

### Proteste, internationale Reaktionen und Reaktion des Regimes

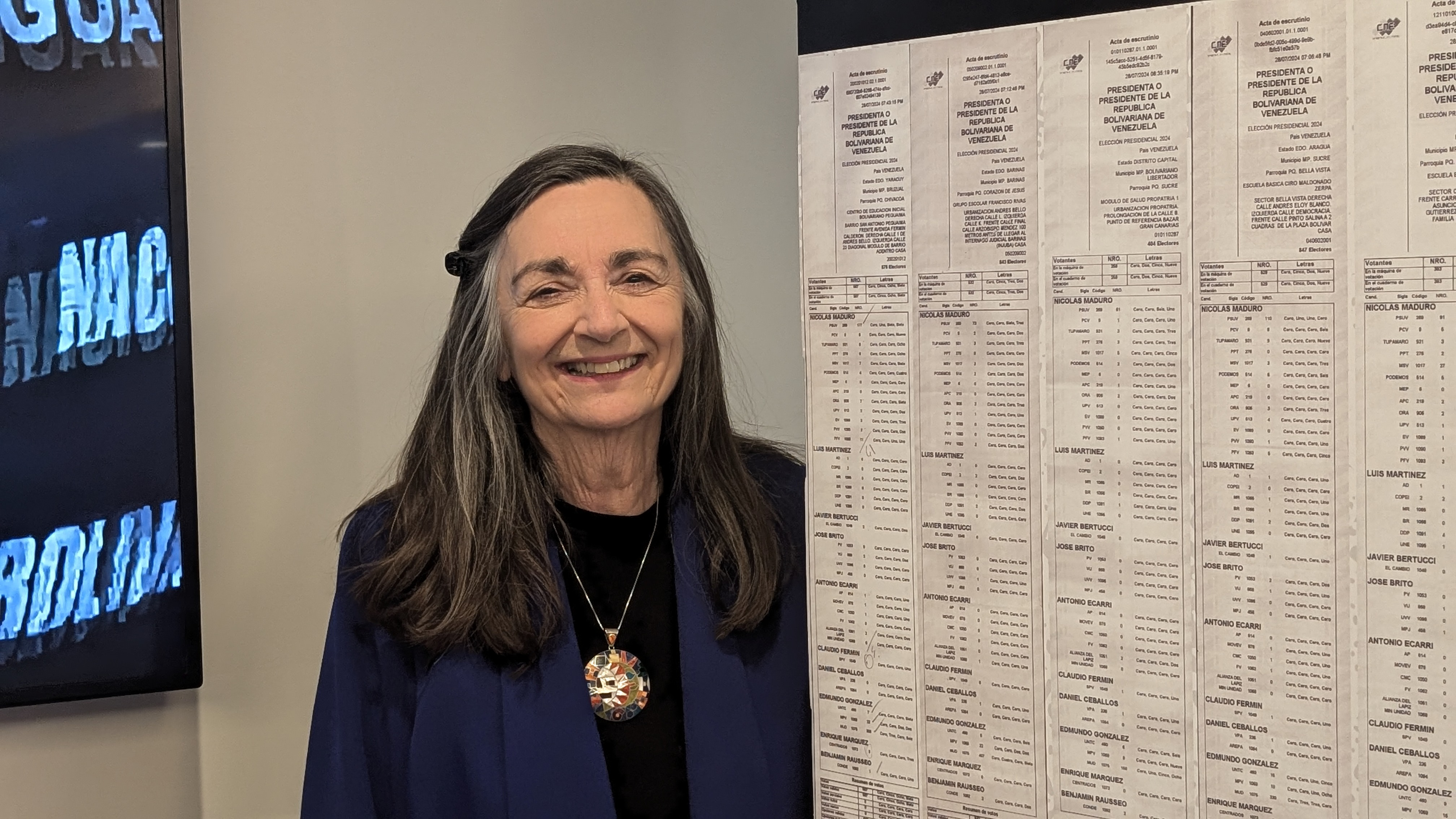
Carter Center, Jennie K Lincoln

Derweil konnte die Opposition das Ergebnis von über 80 % der Auszählungslisten veröffentlichen, wonach der Herausforderer die Wahl mit 67 % gewonnen hat. Das Carter Center, eine während der Präsidentschaftswahl in Venezuela anwesende US-Organisation und von Maduro zugelassenen Wahlbeobachtern, bestätigte am 31. Juli 2024 die Richtigkeit dieser Statistik; zudem betonte es, dass die Tatsache, dass die lokale Wahlbehörde die Ergebnisse nicht nach Wahllokalen aufgeschlüsselt bekannt gegeben hätten, einen schwerwiegenden Verstoß gegen die Wahlgrundsätze darstelle, auch dass der Wahlprozess „in keiner der relevanten Phasen den internationalen Standards der Wahlintegrität“ entsprochen habe. Auch die Organisation Amerikanischer Staaten stellte in einem umfangreichen Bericht Unregelmäßigkeiten fest und erklärte, das Ergebnis könne nicht anerkannt werden.
Große Teile des venezolanischen Volkes, insbesondere Millionen Exil-Venezolaner forderten Transparenz, da von den im Ausland lebenden Staatsbürgern mehrere Millionen Wähler von der Wahl ausgeschlossen wurden. Auch sollen Beamte an einigen Wahllokalen sich geweigert haben, Ausdrucke vor Ort zu veröffentlichen, um die jeweilige elektronische Stimmenauszählung überprüfen zu können, und es gab Berichte über Einschüchterungen von Wählern und weitere Unregelmäßigkeiten.
In weiten Teilen des Landes kam es am Folgetag zu Demonstrationen und Straßenkämpfen zwischen Oppositionsgegnern und der Polizei. Der österreichischen Tageszeitung Der Standard lagen nach eigenen Angaben Hochrechnungen zu Teilergebnissen vor, wonach der Herausforderer González einen Erdrutschsieg davongetragen habe. Proteste gegen die Wahl wurden von der Regierung niedergeschlagen, in den darauffolgenden drei Wochen wurden insgesamt 25 Demonstrierende getötet und Tausende festgenommen; außerdem sollen während der Demonstrationen gegen die Regierung von Maduro Menschen verschwunden sein. Die Oppositionsführerin Maria Corina Machado äußerte sich Anfang August 2024, dass sie sich versteckt halte, da sie um ihr Leben fürchtete. Machado und Edmundo González forderten die venezolanischen Sicherheitskräfte in einem offenen Brief dazu auf, die Wahlergebnisse zu respektieren und Maduro die Gefolgschaft zu verweigern. Daraufhin wurden gegen sie strafrechtliche Ermittlungen wegen „Anstiftung von Polizei- und Militärbeamten zum Ungehorsam gegen das Gesetz“ eingeleitet. Maduro begründete dies als notwendige Bekämpfung der „faschistischen Kriminellen“.
Unmittelbar nach der Präsidentschaftswahl kündigten Peru, Chile und die USA an, das Wahlergebnis erst anzuerkennen, wenn Transparenz herrsche. Auch ein gemeinsames Kommuniqué der Außenministerien von Mexiko, Kolumbien und Brasilien – Länder, die alle von linken Präsidenten geführt werden – fordert Venezuela dazu auf, dass alle Stimmen neu gezählt werden und die Wahlunterlagen für jeden Bezirk veröffentlicht werden. Erst dann werde die vom venezolanischen Volk gewählte Regierung anerkannt. Die Staatsoberhäupter der mit dem Maduro-Regime verbündeten Länder Bolivien, Honduras, China, Kuba, Nicaragua, Iran, und Russland gratulierten Maduro zu seiner Wiederwahl. Auf Anzeichen, dass die Staaten Argentinien, Chile, Costa Rica, Peru, Panama, Dominica und Uruguay die Ergebnisse der venezolanischen Wahl nicht anerkennen, zog Venezuela seine Diplomaten in den jeweiligen Ländern ab und forderte im Gegenzug die Länder dazu auf, ihre Diplomaten abzuziehen. Vizepräsident Diasdado Cabello bezeichnete beispielsweise die Forderung von Argentiniens Ex-Präsidentin Cristina Fernández de Kirchner nach vollständiger Veröffentlichung der Wahlunterlagen als „Verrat“. US-Außenminister Antony Blinken erklärte am 1. August, es gebe überwältigende Beweise, dass Edmundo González die meisten Stimmen erhalten habe. Ein Expertengremium der Vereinten Nationen kritisierte das Fehlen detaillierter Ergebnisse als einen „in der jüngeren Wahlgeschichte beispiellosen Vorgang“.
Die Präsidenten von Kolumbien und Brasilien, Gustavo Petro und Luiz Inácio Lula da Silva, die als linksgerichtete Politiker als Maduro nahestehend gelten, forderten Mitte August eine Wiederholung der Wahl. Am 2. September 2024 erließ das Sondergericht für Terrorismusbekämpfung I in Caracas auf Antrag der Staatsanwaltschaft einen Haftbefehl gegen Edmundo González, unter anderem wegen der Anschuldigungen „Amtsanmaßung, Urkundenfälschung und Verbindungen zu Geldgebern des Terrorismus“. Daraufhin bat er Spanien um Asyl und hielt sich die nächsten Tage in der Botschaft des Landes in Caracas auf, bis er einige Tage später das Land verlassen durfte.

## Umfragen im Vorfeld der Wahl

### Manipulation der Umfragen
In Venezuela wurden vor den Präsidentschaftswahlen am 28. Juli 2024 vermehrt Umfragen sowohl renommierter als auch neuer, weniger bekannter Institute veröffentlicht, ohne dass Sanktionen für ungenaue Ergebnisse befürchtet werden mussten. Experten warnen, dass einige Umfragen als Propaganda für das Regime genutzt werden. Verschiedene Umfragen zeigten unterschiedliche Ergebnisse: sechs Umfrageinstitute sehen den Oppositionskandidaten Edmundo González Urrutia vorne, während andere Präsident Nicolás Maduro bevorzugen. Bekannte Institute im venezolanischen politischen Umfeld wie Datanálisis, Datincorp, Delphos und Consultores 21 sowie das aufstrebende Poder y Estrategia gaben an, dass González Urrutia mehr als 50 % der Stimmen auf sich vereinte.
Andererseits sahen Umfragen von Hinterlaces und weniger bekannten Unternehmen wie Polymarket, IMC Orientación und DataViva Maduro mit einer Präferenz von 54 % bis 70 % vorne. CECA Consultores spricht von einem technischen Unentschieden mit leichter Tendenz zur Opposition. Juan Manuel Trak, Soziologe und Doktor der zeitgenössischen politischen Prozesse, wies darauf hin, dass Umfragen in Venezuela systematisch als Propagandainstrumente verwendet werden, um die öffentliche Meinung über die möglichen Wahlergebnisse zu beeinflussen, mit Beispielen für manipulierte Umfragen sowohl der Regierung als auch der Opposition. Die Coalición Informativa C-INFORMA kam zu dem Schluss, dass 6 von 14 bewerteten, kürzlich gegründeten und zweifelhaften Unternehmen 37 Meinungsstudien veröffentlicht haben, die in einer Strategie zur Manipulation des Wahlklimas verwendet wurden. Ihren Erkenntnissen zufolge sind 7 Umfrageinstitute Teil einer möglichen Desinformationskampagne, 6 zugunsten von Maduro und eines zugunsten der Opposition. Jesús Castellanos, Politikwissenschaftler und Experte für Wahlangelegenheiten, erkennt ebenfalls das Vorhandensein eines „Umfragekriegs“ an, bei dem mehrheitlich Institute, die Maduro favorisieren, „Fake News“ verbreiten oder eine deutliche Parteilichkeit gegenüber dem Präsidenten zeigen. Eugenio Martínez, Journalist und Direktor der Wahlbeobachtungs-NGO Votoscopio, argumentiert, dass es keinen eigentlichen Umfragekrieg gibt, sondern eine Desinformationsstrategie und das Fehlen unabhängiger Medien. Martínez betont, dass die Mehrheit der Umfragen die Opposition favorisiert, aber das Ausmaß des Vorsprungs zwischen den Kandidaten von der Wahlbeteiligung abhängt. In Venezuela, wo die Wahl nicht obligatorisch ist, würde eine höhere Beteiligung den Vorsprung von González Urrutia vergrößern, während eine geringere Beteiligung den Unterschied verringern würde.
NTN24 hob im Juni 2024 die neuen Umfrageinstitute Insight und IdeaDatos hervor und schrieb, dass „acht von zehn [aktuellen] Umfragen den Oppositionskandidaten Edmundo González Urrutia als Gewinner sehen, und die einzigen zwei, die Maduro den Sieg zuschreiben, sind unbekannte Firmen, deren Social-Media-Konten erst kürzlich erstellt wurden“, und fügte hinzu, dass IdeaDatos und PoliAnalítico „aktiv für Nicolás Maduro werben“. Laut einem Faktencheck von Efecto Cocuyo veröffentlichte IdeaDatos am 6. Mai 2024 seine erste Umfrage, eine Erhebung vom 29. April bis 3. Mai 2024, und deren Daten wurden von mehreren regierungsnahen Medien wiedergegeben. Der Artikel stellte fest, dass die Umfragefirma bis Mai 2024 keine eigenen Umfragen auf ihrem Twitter-Konto veröffentlicht hatte und keine weiteren Beweise für ihre Existenz als Unternehmen vorlagen. Zu den methodischen Bedenken gehören falsche Schlussfolgerungen, fehlende oder fehlerhafte statistische Daten und Stichprobendaten sowie Inkonsistenzen bei den Zuverlässigkeitsdaten und der Fehlerquote.
Der Artikel betont, dass ähnliche Probleme bei der Veröffentlichung der zweiten und dritten Umfrage von IdeaDatos im Mai und Juni festgestellt wurden und dass „die Webseite der Firma keine RIF, Telefonnummer, E-Mail-Adresse oder physische Adresse, keine Namen von Direktoren oder Mitarbeitern und keine Umfragen vor Mai 2024 enthält“. Ähnliche Probleme wurden auch bei Data Viva, CMIDE und Paramétrica festgestellt. Mit einem ähnlichen Profil tauchte im März 2024 eine neue Umfragefirma, Global Census, erstmals in den sozialen Medien auf und kündigte ihre erste Umfrage zugunsten von Maduro im Juni 2024 an. Auch frühere Umfragen von Hinterlaces zeigten Probleme auf.

### Bewertung der Glaubwürdigkeit verdächtiger Umfrageinstitute
| Umfrageinstitut                                                                | Gründungsdatum | Veröffentlichungen | Glaubwürdigkeitspunkte (0–10) | Politische Tendenz | Kommentare                                                                   |
| ------------------------------------------------------------------------------ | -------------- | ------------------ | ----------------------------- | ------------------ | ---------------------------------------------------------------------------- |
| Data Política                                                                  | August 2023    | 4                  | 1,88                          | pro Regierung      | Keine technischen Daten, grafische und methodische Fehler, keine Webseite.   |
| CMIDE 50.1                                                                     | September 2021 | 2                  | 2,13                          | pro Regierung      | Früherer Inhalt gelöscht, nur Profil auf X, nicht transparent.               |
| Insight by Contrapunto                                                         | Mai 2023       | 1                  | 3,69                          | pro Regierung      | Nutzung von kostenpflichtigen Umfrageplattformen, keine Kontaktdaten.        |
| Data Viva                                                                      | Juli 2023      | 9                  | 4,18                          | pro Regierung      | Fehlende Transparenz, Webseite und unvollständige Daten.                     |
| IdeaDatos                                                                      | Mai 2024       | 4                  | 4,92                          | pro Regierung      | Fehler bei der Fehlerberechnung und Glaubwürdigkeit, keine Firmengeschichte. |
| Mass Behavior Research                                                         | September 2023 | 16                 | 5,24                          | pro Opposition     | Veröffentlicht widersprüchliche Umfragen, fehlende methodische Daten.        |
| Paramétrica                                                                    | Mai 2024       | 1                  | 5,24                          | pro Regierung      | Webseite wenige Tage vor Veröffentlichung erstellt, fragwürdige Daten.       |
| Quelle: Medianalisis, El Clip Voz de América EVTV Voz de América Efecto Cocuyo |                |                    |                               |                    |                                                                              |

### ICS Latam
ICS Latam ist ein Umfrageinstitut, das 2012 gegründet wurde und nach einer Zeit der Inaktivität in den sozialen Medien und einer seit November 2023 suspendierten Webseite im Juli 2024 wieder auftauchte, um eine Umfrage zu veröffentlichen, in der Nicolás Maduro 56,9 % der Wahlabsicht für die Präsidentschaftswahlen am 28. Juli erhält. Diese Umfrage wurde zwischen dem 25. Juni und dem 2. Juli 2024 durchgeführt, unter Verwendung einer Stichprobe von 2.000 Interviews in 20 Bundesstaaten des Landes mit einem Konfidenzniveau von 95 %. Allerdings fehlten der Umfrage einige technische Daten, was gegen Artikel 82 des Organgesetzes über Wahlverfahren (LOPE) verstößt, das die Aufnahme dieser Informationen zur Gewährleistung der Transparenz und korrekten Methodik vorschreibt. Die Umfrage wurde von Medien wie Globovisión, El Universal, Venezuela News, Correo del Orinoco und NotiTarde verbreitet, die als Teil eines Netzwerks von Proxy-Medien für die soziopolitische Desinformation in Venezuela bekannt sind. Das Fehlen von Aktualisierungen in ihren sozialen Medien, die Sperrung ihrer Webseite und die Verbreitung der Umfrage durch diese Medien haben Zweifel an der Wahrhaftigkeit und Qualität ihrer Daten aufgeworfen. Die Umfrage weist auch statistische Inkonsistenzen auf, wie das Fehlen der Kategorien „Keine“ oder „Weiß nicht / Keine Antwort“ und einen Zeitraum der Durchführung, der den empfohlenen Zeitraum überschreitet, um keine gebildeten und entstehenden Meinungen zu vermischen.

### IMC Orientación
Am 1. Juli 2024 veröffentlichte IMC Orientación eine Umfrage, die Nicolás Maduro 45,17 % der Wahlabsicht zuschreibt und ihn als führenden Kandidaten positioniert. Dieses Institut, dessen Webseite am 29. Juni 2024 erstellt wurde, hat keine Mitarbeiter, keine Direktoren, keine Adresse, keine Telefonnummer oder E-Mail-Kontakt und keine Profile in sozialen Medien. Ihre Studie weist methodische und statistische Inkonsistenzen auf, wie die Befragung von 66 % Frauen und 100 % der Befragten, die sich mit einer politischen Partei identifizieren. Die Umfrage wurde in mehreren Regionen Venezuelas zwischen dem 2. und dem 23. Juni 2024 durchgeführt, durch 3.500 persönliche Interviews mit einem Stichprobenfehler von 1,66 % und einem Konfidenzniveau von 95 %. Laut IMC Orientación erhielt Edmundo González 31,06 % und José Brito 15,03 % der Wahlabsicht. Die Firma verwendet dieselben Web-Frameworks wie Paramétrica und präsentiert ein ähnliches Webdesign, außerdem behauptet sie, zahlreiche Studien und Veröffentlichungen zu haben, ohne Beweise. Die Methodik der Stichprobe und die demografischen Entscheidungen sind nicht ausreichend begründet, und es gibt Lücken bei der Zuordnung von Parteizugehörigkeiten zu den kandidierenden Parteien. Die Umfrage wurde von verschiedenen Medien verbreitet, obwohl es an einer soliden methodischen und geschäftlichen Grundlage mangelt, was sie laut der Überprüfung von Cocuyo Chequea als inkonsistent qualifiziert.

### Eingetragene Kandidaten
Die Umfragen zeigten, dass Edmundo González in den meisten Umfragen, insbesondere denen von Meganálisis und Hercon Consultores, mit einer Unterstützung zwischen 50 % und 71,9 % führte, während Nicolás Maduro je nach Umfrage zwischen 9,8 % und 56,9 % lag. Meganálisis und Hercon Consultores sind bekannt für ihre kritische Haltung gegenüber der Regierung, während ICS und Hinterlaces, die günstigere Ergebnisse für Maduro zeigen, als regierungsnah gelten.
| Datum                   | Umfrageinstitut                      | Stichprobe   | vínculo=Edmundo_González | vínculo=Nicolás_Maduro | Vorsprung             |
| ----------------------- | ------------------------------------ | ------------ | ------------------------ | ---------------------- | --------------------- |
| Datum                   | Umfrageinstitut                      | Stichprobe   | PUD                      | PSUV                   | Vorsprung             |
| 11. Juli 2024           | More Consulting                      | 1.500        | 55,2                     | 31,0                   | 24,2                  |
| 4.–7. Juli 2024         | Meganálisis                          | 1.076        | 71,9                     | 12,1                   | 59,8                  |
| 4. Juli 2024            | 4. Juli 2024                         | 4. Juli 2024 | Beginn des Wahlkampfs    | Beginn des Wahlkampfs  | Beginn des Wahlkampfs |
| 20. Juni – 3. Juli 2024 | Hercon Consultores                   | 1.200        | 62,1                     | 28,1                   | 34,0                  |
| 3. Juli 2024            | Consultores 21                       | –            | 50                       | 25                     | 25                    |
| 22.–28. Juni 2024       | ORC Consultores                      | 1.177        | 58,63                    | 14,28                  | 44,35                 |
| 28. Juni 2024           | Delphos                              | –            | 52                       | 25                     | 27                    |
| 17.–22. Juni 2024       | Meganálisis                          | 1.123        | 68,4                     | 11,3                   | 57,1                  |
| 15. Juni 2024           | Poder y Estrategia                   | –            | 56                       | 22                     | 34                    |
| 11. Juni 2024           | Las Verdades de Miguel               | –            | 53                       | 40                     | 13                    |
| 10. Juni 2024           | Hercon Consultores                   | 1.000        | 61,1                     | 24,1                   | 37,0                  |
| 23. Mai – 5. Juni 2024  | ClearPath Strategies / Consutores 21 | 1.500        | 56                       | 35                     | 21                    |
| 2. Juni 2024            | Delphos                              | –            | 50                       | 26                     | 24                    |
| 23.–26. Mai 2024        | UCAB                                 | 400          | 54,8                     | 17,7                   | 37,1                  |
| 16.–23. Mai 2024        | Meganálisis                          | 1.116        | 61,1                     | 9,8                    | 51,3                  |
| 16.–24. Mai 2024        | ORC Consultores                      | 1.119        | 50,74                    | 13,70                  | 37,04                 |
| 26. April – 4. Mai 2024 | ORC Consultores                      | 1.142        | 51,77                    | 13,15                  | 38,68                 |
| 3. Mai 2024             | Hercon Consultores                   | 1.000        | 58,8                     | 22,5                   | 36,3                  |
| 23. April – 2. Mai 2024 | Consultores 21                       | 1.004        | 36                       | 25                     | 11                    |
| 28. April 2024          | Datincorp                            | 1.200        | 50,0                     | 18,0                   | 32,0                  |
| 25.–28. April 2024      | Meganálisis                          | 1.009        | 32,4                     | 11,2                   | 21,2                  |
| 24. April 2024          | Delphos                              | –            | 55                       | 30                     | 20                    |